# 아카사
아카사(Acaçá)는 아프리카-브라질 종교, 특히 칸돔블레 의식의 중심 의식 음식이다. 검은 콩으로 만든 유사한 요리(acaçá de feijão-preto)와 칸돔블레 의식에서도 사용되는 음료(acaçá de leite)의 두 가지 종류가 있다.
아카사는 칸돔블레에서 요구되는 유일한 의식 음식이다. 이 음식은 칸돔블레 판테온의 모든 오리샤(orixás)에게 제공된다. 흰 옥수수로 만든 아카사는 옥살라(Oxala)에게 제공된다. 옥소시(Oxossi)에 제공되는 것은 노란 옥수수로 만든 것이다.

## 준비
아카사(Acaçá)는 하루 동안 물에 불린 흰색 또는 붉은색 옥수수로 만든 다음 제분소를 통해 페이스트 또는 반죽을 만든다. 페이스트 또는 반죽을 팬에서 조리하고 계속 저어 올바른 농도에 도달한다. 따뜻할 때 반죽의 작은 부분을 깨끗하고 접은 깨끗한 바나나 잎으로 싸서 불에 굽는다. 곱게 간 흰 옥수수 가루는 불린 옥수수 대신 사용할 수 있다. 아카사를 같은 크기로 자르다. 이것들은 페기(Pegi) 또는 칸돔블레 제단 위 또는 근처에 놓기 위해 접시에 배치된다. 이것들은 또한 칸돔블레의 다른 의식 음식, 특히 바타파(vatapá)를 장식한다.